# Bedrich Kisch
Bedrich Kisch va ser un metge txecoslovac, germà del famós escriptor Egon Erwin Kisch, que dirigí el Servei de Cirurgia de l'Hospital de les Brigades Internacionals de Benicàssim durant la Guerra Civil espanyola.
Kisch era director també de l'Hospital Jan Amos Komensky a Txecoslovàquia.